# Kawthoung Airport
Kawthoung Airport är en flygplats i Myanmar.   Den ligger i regionen Taninthayiregionen, i den södra delen av landet, 1 100 km söder om huvudstaden Naypyidaw. Kawthoung Airport ligger 12 meter över havet.
Terrängen runt Kawthoung Airport är platt västerut, men österut är den kuperad. Havet är nära Kawthoung Airport västerut.